# نسخه بیمار (مجموعه تلویزیونی)
نسخه بیمار یک مجموعه تلویزیونی کمدی سیاه بریتانیایی با بازی روپرت گرینت و نیک فراست است. این فیلم توسط نات ساندرز و جیمز سرافینوویچ نوشته و ساخته شده و مت لیپسی کارگردانی آن را برعهده داشته است. این مجموعه تلویزیونی برای اولین بار در ۷ نوامبر ۲۰۱۷ از اسکای۱ پخش شد. در آوریل ۲۰۱۷ گزارش شد که سری دوم قبل از پخش سری اول سفارش داده شده است. از نوامبر ۲۰۱۸ برای پخش در نتفلیکس در سراسر جهان در دسترس قرار گرفت.
در آوریل ۲۰۲۱ ساندرز اظهار داشت که این سریال «نه دوباره راه اندازی شده و نه لغو شده است و فقط در معلق شده است» سپس هنگامی که در توییتر در مورد وضعیت آن سوال شد، افزود که بازگشت آن بعید به نظر می رسد. سرافینوویچ پیشتر و فاش کرده بود که «دو قسمت اول فصل ۳ را نوشتند اما هیچ اتفاقی نیفتاد.»